# ترك
الشعوب التركية هي شعوب أوروآسيوية تقيم في شمال ووسط وغرب أوراسيا، ويتحدثون مجموعة لغات تنتمي لعائلة اللغات الأتراكية. وتشترك فيما بينها «بنسب متفاوتة» بسمات ثقافية وتاريخية محددة. يستخدم مصطلح «ترك» للتعبير بشكل واسع عن مجموعة الأثنيات اللغوية لهذه الشعوب، مثال على ذلك الآذر والقيرغيز والكازاخ والتتار والقرقيز وأتراك الجمهورية التركية والتركمان والأويغور والأوزبك، بما في ذلك مجمعات الحضارات القديمة مثل الهون والبلغار والكومان (القبجاق) والآفار والسلاجقة والخزر والعثمانيون والمماليك وتيموريون ويعتقد أن الكسنجنو من ضمن هذه الشعوب.
تعتبر أواسط أسيا هي الموطن الأصلي للشعوب التركية ولكل شعب من هذه الشعوب أقليمه ومنطقته المميزة، ومع ظهور الهجرات القديمة انتشرت اللغات الأتراكية لمناطق أخرى مثال ذلك آسيا الصغرى (الأناضول) أو ما تعرف حالياً بالجمهورية التركية. في حين أن مصطلح «ترك» يطلق على كل هذه الشعوب، فإن مصطلح «أتراك» تعني وبشكل خاص مواطني الجمهورية التركية ولغتهم الرسمية «اللغة التركية» (أو اللغة الأناضولية التركية).[بحاجة لمصدر]
وتسمية الترك تاريخياً تطلق على جميع الشعوب والقبائل البدوية شمال ووسط آسيا من بلاد القبجاق إلى سيبيريا وحدود منغوليا والتي تنطق باللغات التركية بما في ذلك قبيلة البلغار، باستثناء المغول والتتار القدامى والاكراد (بدو فارس) والطاجيك (بدو شمال أفغانستان).

## الدراسة السكانية (ديمغرافيا)
تتوزع الشعوب ذات الخلفية الثقافية التركية في المنطقة الممتدة من سيبيريا في روسيا مروراً بمنطقة وسط آسيا حتى أوروبا الشرقية. حالياً يوجد أكبر تجمع للدول والشعوب التركية في منطقة وسط أسيا: كازاخستان وقيرغيزستان وتركمنستان وأوزبكستان وأذربيجان بالإضافة إلى تركيا. بالإضافة إلى ذلك توجد الشعوب التركية كأقليات ضمن أقاليم دول أخرى مثال: شبه جزيرة القرم في أوكرانيا وتركستان الشرقية أو ما يطلق عليها شينجيانغ في الصين وشمال العراق وإيران وفلسطين وروسيا وأفغانستان وقبرص والبلقان ومولدوفا وبلغاريا ورومانيا وسابقاً في يوغوسلافيا. بالإضافة إلى وجود أقليات صغيرة في فيلنيوس عاصمة لتوانيا وشرقي بولندا والجزء الجنوبي الشرقي من فنلندا. بالإضافة أيضاً للجالية الكبيرة للأتراك المهاجرين في القرن العشرين من تركيا إلى كل من ألمانيا والولايات المتحدة الأمريكية وأستراليا.
تنقسم الشعوب التركية إلى ستة قبائل رئيسية: أوغوز وقبجاق وقارلوق والسيبيريين وجواش وياقوت (ساخا). وتتصف قبيلة الأوغوز بالأتراك الغربيين بينما توصف القبائل الخمس الأخرى بالأتراك الشرقيين.
أهم الصعوبات التي تواجه الكثير من الذين يحاولون تصنيف مختلف اللغات واللهجات التركية هي آثار الاتحاد السوفياتي وخاصة سياسات ستالين في الجنسية بين سياسات خلق شكل جديد للقومية، وقمع جميع اللغات والكتابات المحلية، والترحيل الجماعي القسري لخلط الأعراق والثقافات في مناطق متعددة مثل خوارزم ووادي فرغانة والقوقاز. وبالتالي فالتصنيفات المذكورة أعلاه تعتبر غير معترف بها عالمياً سواءً من حيث التفاصيل أو بشكل عام. ومن جهة أخرى، كثيراً ما نوقشت مدى تأثير حركة بان-تركزيم Pan-Turkism (جميع الترك)، وظهور النزعة القومية لجمهوريات أسيا الوسطى والمستقلة حديثاً بناءً على التقسيم العرقي لها.
وفي ما يلي قائمة غير مكتملة للشعوب التركية مع كل المجموعات الأساسية لمناطقهم وتقدير تعدادهم:
| الشعب           | الإقليم                                  | التعداد    |
| --------------- | ---------------------------------------- | ---------- |
| أتراك (Turkish) | تركيا، ألمانيا، بلغاريا، مصر             | 59,841,000 |
| أذر             | إيران، أذربيجان، العراق                  | 29,786,000 |
| أوزبك           | أوزبكستان، أفغانستان، طاجكستان، السعودية | 28,118,000 |
| أويغور          | الصين، كازاخستان، السعودية               | 14,594,000 |
| كازاخ           | كازاخستان، الصين، أوزبكستان، روسيا       | 13,201,000 |
| تركمان          | تركمانستان، إيران، العراق، سوريا         | 7,758,000  |
| تتار            | روسيا، أوزبكستان، أوكرانيا               | 7,400,000  |
| قيرغيز          | قيرغيزستان، أوزبكستان                    | 4,404,000  |
| باشكير          | روسيا                                    | 1,752,000  |
| جواش            | روسيا                                    | 1,668,400  |
| ياقوت           | روسيا                                    | 442,000    |
| توف             | روسيا، منغوليا                           | 275,400    |

## أصل التسمية
أول ظهور لكلمة (ترك Turk) تطلق على مجموعة ترك كانت تشير إلى دولة غوكتورك في القرن السادس الميلادي. ظهرت في رسالة من إمبراطور الصين في ذلك الوقت إلى (خان) عظيم غوكتورك اسمه إشبارا أو شيتو خان بتاريخ 585 ميلادي، حيث وصفه الإمبراطور الصيني ب (خان الترك الأعظم)، وقد استخدمت كتابات أو نقوش أورهون 735 ميلادي كلمة (ترك Turk) وغالبا في المصادر الغربية والصينية كان يشير إلى الشعوب التركية بأسم (تورك Turuk).
وفي مصادر الاخباريات يذكر ان يعود لفظ (ترك) إلى توغراما بن جومر بن يافث بن نوح عليه السلام أو أحد احفاده.

## التوزيع الجغرافي

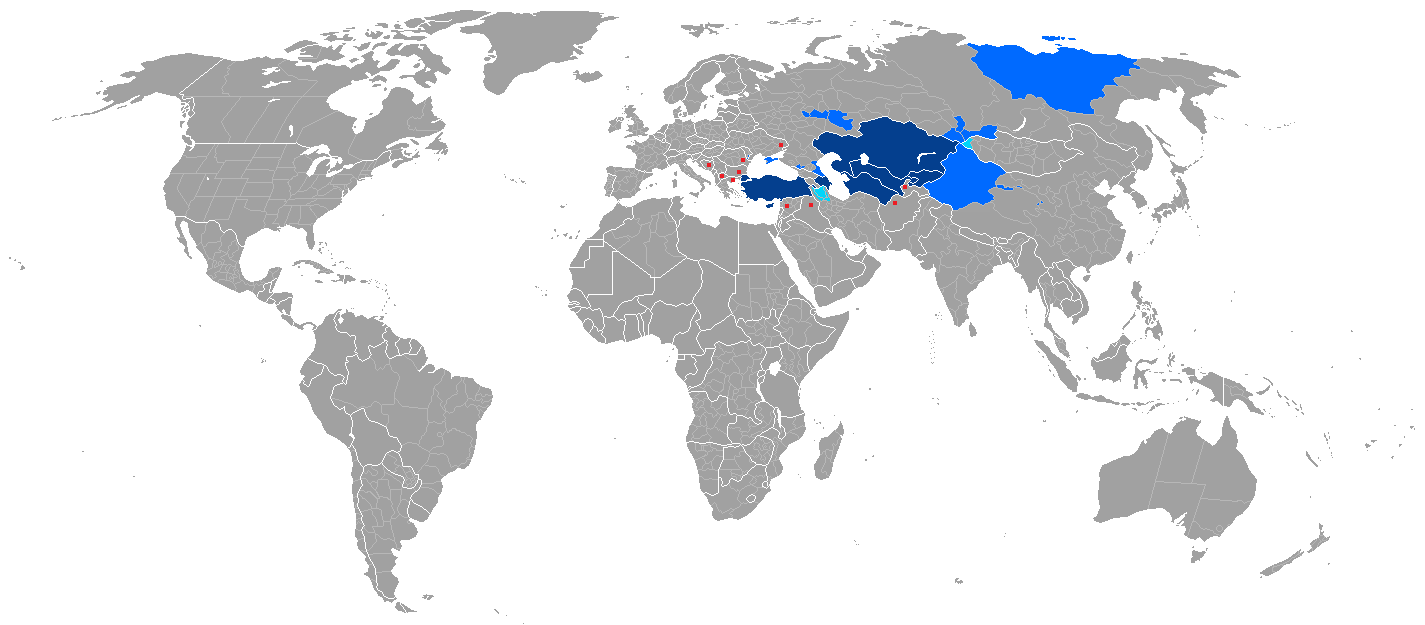
البلدان والمناطق ذاتية الحكم حيث اللغة التركية لغة رسمية.

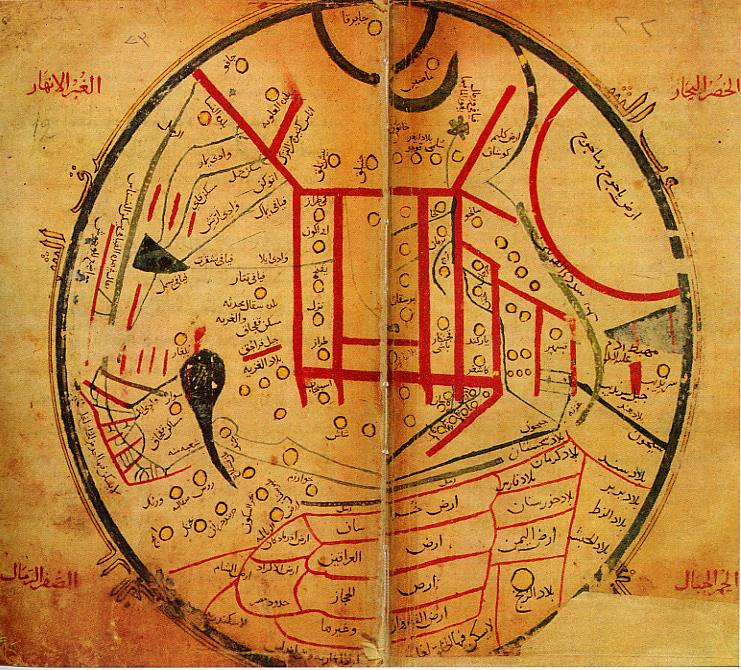
خريطة من الديوان محمود الكاشغري، وتبين توزيع القبائل التركية.

اللغات التركية هي عائلة لغوية ل 30 لغة، يتحدث بها في مناطق شاسعة تمتد من أوروبا الشرقية مروراً بحوض البحر الأبيض المتوسط إلى سيبيريا وغرب
الصين، والأطراف الشمالية من جنوب أسيا والشرق الأوسط.
نحو 165 مليون شخصاً يتحدثون إحدى اللغات التركية كلغة أم، بالإضافة ل 20 مليون شخص يتحدثونها كلغة ثانية.[بحاجة لمصدر] المتحدثين بالتركية الأناضولية (أو اللغة التركية للجمهورية التركية) يشكلون 40% من إجمالي متحدثي اللغات التركية.
في الوقت الحالي، هناك 6 دول تركية مستقلة: أذربيجان وكازاخستان وقيرغيزستان وتركمانستان وتركيا وأوزبكستان. بالإضافة إلى مقاطعات تركية ذات حكم ذاتي: روسيا الاتحادية تتضمن باشكورتوستان وتتارستان وجواشيا وخقاسيا وتوفا وجمهورية ألطاي وقبردينو - بلقاريا وقراتشاي - تشيركيسيا. وجميع هذه المناطق ذات الحكم الذاتي لديها علم وبرلمان وقوانين ولغة رسمية خاصة بها بالإضافة للغة الروسية.
وفي غرب الصين منطقة شينجيانغ الذاتية الحكم ومنطقة كاكاوزيا الذاتية الحكم في شرقي مولدوفا وتجاورها أوكرانيا من الحدود الشمالية. وجمهورية القرم ذات الاستقلال الذاتي في أوكرانيا، وهو موطن شعب تتار القرم. بالإضافة لذلك، هناك العديد من المناطق التي يسكنها الأتراك في العراق وإيران وجورجيا وبلغاريا وجمهورية مقدونيا وطاجيكستان وأفغانستان وغرب منغوليا.
من أكبر المجموعات العرقية التركية في العالم هم الأتراك، حيث تعدادهم 59,841,000 تقريباً منهم 52,950,000 يعيشون في تركيا (أي ما يعادل 70% من إجمالي سكان تركيا تقريباً)، ويأتي الأذريين في المرتبة الثانية، حيث تعدادهم 29,786,000 تقريباً، معظمهم يسكنون في أذربيجان الإيرانية (أذربيجان الشرقية) شمال غرب إيران وجمهورية أذربيجان.

## التاريخ
| تاريخ الشعوب التركية                | تاريخ الشعوب التركية | تاريخ الشعوب التركية | تاريخ الشعوب التركية | تاريخ الشعوب التركية | تاريخ الشعوب التركية | تاريخ الشعوب التركية | تاريخ الشعوب التركية |
| ----------------------------------- | -------------------- | -------------------- | -------------------- | -------------------- | -------------------- | -------------------- | -------------------- |
| إمبراطورية الهون 420-469 م          |                      |                      |                      |                      |                      |                      |                      |
| خاقانات الترك 552–744 م             |                      |                      |                      |                      |                      |                      |                      |
| خاقانات آوار 564–804 م              |                      |                      |                      |                      |                      |                      |                      |
| الخزر 618–1048 م                    |                      |                      |                      |                      |                      |                      |                      |
| خاقانات تركش 699–766 م              |                      |                      |                      |                      |                      |                      |                      |
| خاقانات الإويغور 744–840 م          |                      |                      |                      |                      |                      |                      |                      |
| قراخانات 840–1212 م                 |                      |                      |                      |                      |                      |                      |                      |
| خانات الكيمك 743–1035 م             |                      |                      |                      |                      |                      |                      |                      |
| باشنكس 860–1091 م                   |                      |                      |                      |                      |                      |                      |                      |
| أوغوز 750–1055 م                    |                      |                      |                      |                      |                      |                      |                      |
| خانات القبجاق 1067–1239 م           |                      |                      |                      |                      |                      |                      |                      |
| ترك شاتو 923–979 م                  |                      |                      |                      |                      |                      |                      |                      |
| غزنويون 963–1186 م                  |                      |                      |                      |                      |                      |                      |                      |
| الدولة السلجوقية 1092–1307 م        |                      |                      |                      |                      |                      |                      |                      |
| الإمبراطورية الخوارزمية 1077–1231 م |                      |                      |                      |                      |                      |                      |                      |
| سلاجقة الروم 1092–1307 م            |                      |                      |                      |                      |                      |                      |                      |
| سلطنة دلهي 1077–1231 م              |                      |                      |                      |                      |                      |                      |                      |
| المماليك 1250–1517 م                |                      |                      |                      |                      |                      |                      |                      |
| الدولة العثمانية 1299 – 1923 م      |                      |                      |                      |                      |                      |                      |                      |
| الإمبراطورية التيمورية 1370–1506 م  |                      |                      |                      |                      |                      |                      |                      |
| قراقويونلو 1407–1468 م              |                      |                      |                      |                      |                      |                      |                      |
| آق قويونلو 1378–1508 م              |                      |                      |                      |                      |                      |                      |                      |
| قاجاريون 1781–1925 م                |                      |                      |                      |                      |                      |                      |                      |
| القبيلة الذهبية 1240 – 1502 م       |                      |                      |                      |                      |                      |                      |                      |
| خانية سيبير 1490 – 1598 م           |                      |                      |                      |                      |                      |                      |                      |
| إمبراطورية مغول الهند 1526 – 1858 م |                      |                      |                      |                      |                      |                      |                      |
| خانات الجغطاي 1225–1687 م           |                      |                      |                      |                      |                      |                      |                      |
| تركستان الروسية 1867–1918 م         |                      |                      |                      |                      |                      |                      |                      |

### إمبراطورية الهون

تمثال رخامي منحوت لرأس اللواء التركي كول تكين

إمبراطورية الهون هي إمبراطورية انشاتها قبائل الهون في أوروبا. وتسمى في مدونات التاريخ التركي بإمبراطورية الهون الأوروبية أو إمبراطورية الهون الغربية. والهون هم مجموعة قبائل أصلها أوراسي، تحركوا في الجهة الغربية من فيافى آسيا عام 350. وبفضل اسلحتهم واساطيلهم المتطورة للغاية مقارنة بالفترة التي عاشوا فيها وسرعتهم العالية وتكتيكات الحرب الفائقة طردو الأقوام التي اعترضت طريقهم أو اخذوهم تحت سلطتهم وتقريبا احتلوا أوروبا بالكامل.وهذه التحركات الضخمة التي تكونت بضغوط الهون قلبت بنية أوروبا الاجتماعية والثقافية والديموغرافية راسا على عقب وكانت أيضا إيذانا بهجرة الأقوام التي شكلت اسس البنية الحالية لها

### غوكتورك
هم جماعة مرتحلة من الـترك في آسيا الداخلية الوسطى. وقد تَبِع الغوكتورك، تحت حكم بومين خاقان (عام 552) وأبنائه، الـرورانيين في تولي السلطة الرئيسية في المنطقة وأداروا تجارة طريق الحرير المربحة. وتعني كلمة Gök سماء في التركية الحديثة.
أصبح الغوكتورك هم العنصر القيادي الجديد بين شعوب البادية المختلفة في آسيا الوسطى، بعد أن ثاروا على خاقانية روران. وتوسعت الخاقانية التركية تحت قيادتهم لتحكم مناطق كبيرة في آسيا الوسطى. وفي الفترة ما بين عام 552 وعام 745، وحَّدت قيادة الغوكتورك القبائل التركية المرتحلة معًا في إمبراطوريةٍ واحدة، ولكنها انهارت في نهاية الأمر بسبب سلسلة من الصراعات التي دارت بين الأسر الحاكمة.

### الإمبراطورية الإسلامية
كيانات: إمبراطورية غزنويون، تيموريون، القبيلة الذهبية، سلطنة دلهي، سلطنات ديكان، إمبراطورية المغول الهند، السلاجقة، المماليك، الدولة الأفشارية، إمبراطورية العثمانية، الدولة الطولونية، الدول الزنكية، القاجاريون

#### السلاجقة
أو بنو سلجوق هي سلالة تركية حكمت في أفغانستان وإيران وأجزاء من الأناضول وسورية والعراق والجزيرة العربية ما بين 1038-1157م (ثم حتى 1194 م)المقر: مرو ثم اصفهان.
ينتمي السلاجقة إلى قبيلة «قنق» إحدى العشائر المتزعمة لقبائل الغز التركية. دخلت هذه العشيرة في الإسلام أثناء عهد زعيمها سلجوق سنة 960 م. دخلوا بعدها في خدمة القراخانات (قره خانات) في بلاد ماوراء النهر.

#### الدولة العثمانية

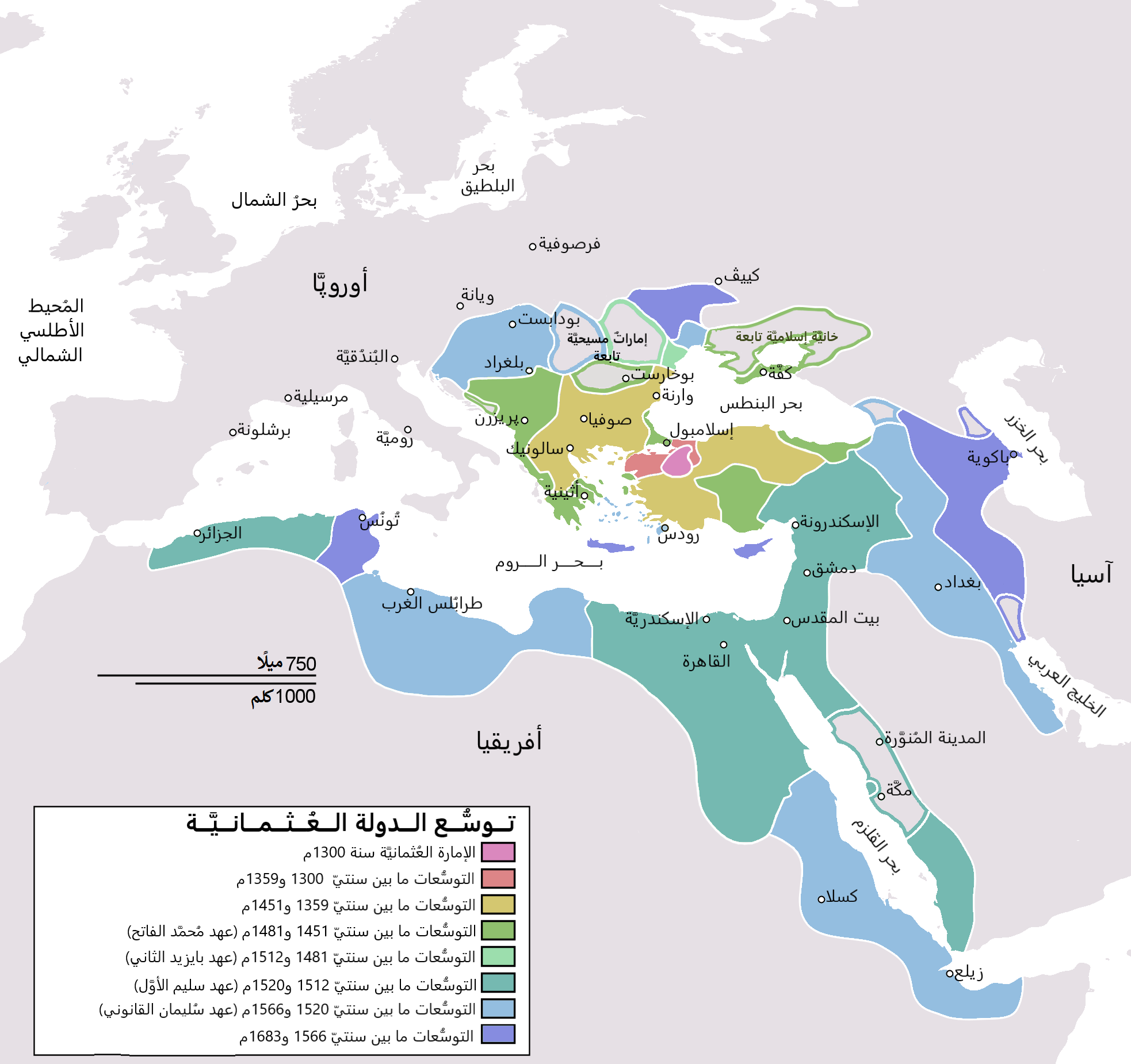
خريطة الدول العثمانية.

هي إمبراطورية إسلامية أسسها عثمان الأول بن أرطغرل، واستمرت قائمة لما يقرب من 600 سنة، وبالتحديد منذ حوالي 27 يوليو سنة 1299م حتى 29 أكتوبر سنة 1923م.
بلغت الدولة العثمانية ذروة مجدها وقوتها خلال القرنين السادس عشر والسابع عشر، فامتدت أراضيها لتشمل أنحاء واسعة من قارات العالم القديم الثلاثة: أوروبا وآسيا وأفريقيا، حيث خضعت لها كامل آسيا الصغرى وأجزاء كبيرة من جنوب شرق أوروبا، وغربي آسيا، وشمالي أفريقيا. وصل عدد الولايات العثمانية إلى 29 ولاية، وكان للدولة سيادة اسمية على عدد من الدول والإمارات المجاورة في أوروبا، التي أضحى بعضها يُشكل جزءًا فعليًا من الدولة مع مرور الزمن، بينما حصل بعضها الآخر على نوع من الاستقلال الذاتي.
كان للدولة العثمانية سيادة على بضعة دول بعيدة كذلك الأمر، إما بحكم كونها دولاً إسلامية تتبع شرعًا سلطان آل عثمان كونه يحمل لقب «أمير المؤمنين» و«خليفة المسلمين»، كما في حالة سلطنة آتشيه السومطرية التي أعلنت ولاءها للسلطان في سنة 1565م؛ أو عن طريق استحواذها عليها لفترة مؤقتة، كما في حالة جزيرة «أنزاروت» في المحيط الأطلسي، والتي فتحها العثمانيون سنة 1585م.
أضحت الدولة العثمانية في عهد السلطان سليمان الأول "القانوني" (حكم منذ عام 1520م حتى عام 1566م)، قوّة عظمى من الناحيتين السياسية والعسكرية، وأصبحت عاصمتها القسطنطينية تلعب دور صلة الوصل بين العالمين الأوروبي المسيحي والشرقي الإسلامي، وبعد انتهاء عهد السلطان سالف الذكر، الذي يُعتبر عصر الدولة العثمانية الذهبي، أصيبت الدولة بالضعف والتفسخ وأخذت تفقد ممتلكاتها شيئًا فشيئًا، على الرغم من أنها عرفت فترات من الانتعاش والإصلاح إلا أنها لم تكن كافية لإعادتها إلى وضعها السابق.
انتهت الدولة العثمانية بصفتها السياسية بتاريخ 1 نوفمبر سنة 1922م، وأزيلت بوصفها دولة قائمة بحكم القانون في 24 يوليو سنة 1923م، بعد توقيعها على معاهدة لوزان، وزالت نهائيًا في 29 أكتوبر من نفس السنة عند قيام الجمهورية التركية، التي تعتبر حاليًا الوريث الشرعي للدولة العثمانية.

## اللغات
| \| الأعداد النسبية من المتحدثين من اللغات التركية \| الأعداد النسبية من المتحدثين من اللغات التركية \| الأعداد النسبية من المتحدثين من اللغات التركية \| الأعداد النسبية من المتحدثين من اللغات التركية \| الأعداد النسبية من المتحدثين من اللغات التركية \| \| ---------------------------------------------- \| ---------------------------------------------- \| ---------------------------------------------- \| ---------------------------------------------- \| ---------------------------------------------- \| \| \| \| \| \| \| \| تركية \| تركية \| \| 43% \| 43% \| \| اذري \| اذري \| \| 15% \| 15% \| \| أوزبكي \| أوزبكي \| \| 14% \| 14% \| \| كازاخي \| كازاخي \| \| 10% \| 10% \| \| ايغوري \| ايغوري \| \| 6% \| 6% \| \| تركمان \| تركمان \| \| 4% \| 4% \| \| تتاري \| تتاري \| \| 3% \| 3% \| \| قيرغيزي \| قيرغيزي \| \| 2% \| 2% \| \| أخرى \| أخرى \| \| 3% \| 3% \| |         |  |     |     |
| الأعداد النسبية من المتحدثين من اللغات التركية |         |  |     |     |
| |         |  |     |     |
| تركية | تركية   |  | 43% | 43% |
| اذري | اذري    |  | 15% | 15% |
| أوزبكي | أوزبكي  |  | 14% | 14% |
| كازاخي | كازاخي  |  | 10% | 10% |
| ايغوري | ايغوري  |  | 6%  | 6%  |
| تركمان | تركمان  |  | 4%  | 4%  |
| تتاري | تتاري   |  | 3%  | 3%  |
| قيرغيزي | قيرغيزي |  | 2%  | 2%  |
| أخرى | أخرى    |  | 3%  | 3%  |

| الأعداد النسبية من المتحدثين من اللغات التركية | الأعداد النسبية من المتحدثين من اللغات التركية | الأعداد النسبية من المتحدثين من اللغات التركية | الأعداد النسبية من المتحدثين من اللغات التركية | الأعداد النسبية من المتحدثين من اللغات التركية |
| ---------------------------------------------- | ---------------------------------------------- | ---------------------------------------------- | ---------------------------------------------- | ---------------------------------------------- |
|                                                |                                                |                                                |                                                |                                                |
| تركية                                          | تركية                                          |                                                | 43%                                            | 43%                                            |
| اذري                                           | اذري                                           |                                                | 15%                                            | 15%                                            |
| أوزبكي                                         | أوزبكي                                         |                                                | 14%                                            | 14%                                            |
| كازاخي                                         | كازاخي                                         |                                                | 10%                                            | 10%                                            |
| ايغوري                                         | ايغوري                                         |                                                | 6%                                             | 6%                                             |
| تركمان                                         | تركمان                                         |                                                | 4%                                             | 4%                                             |
| تتاري                                          | تتاري                                          |                                                | 3%                                             | 3%                                             |
| قيرغيزي                                        | قيرغيزي                                        |                                                | 2%                                             | 2%                                             |
| أخرى                                           | أخرى                                           |                                                | 3%                                             | 3%                                             |

اللغات التركية هي عائلة لغوية مكونة من أكثر من 20 لغة ألطية يتحدثها حوالي 185 مليون نسمة من دول البلقان إلى وسط سايبيريا. اللغات التركية مقسمة تقليدياً إلى أربع مجموعات.
تشمل المجموعة الجنوبية الشرقية أو الأويغورية: اللغة الأويغورية المستخدمة بشكل رئيسي في شينجيانغ بالصين؛ واللغة الأوزبكية المستخدمة بشكل رئيسي في أوزبكستان، وبعض جمهوريات آسيا الوسطى، وشمال أفغانستان.
المجموعة الجنوبية الغربية أو الغزية تتضمن اللغة التركية؛ اللغة الأذرية (أذربيجان) المستخدمة في آذربيجان وشمال غرب إيران؛ اللغة التترية القرمية المستخدمة في أوكرانيا وأوزبكستان؛ اللغة التركمانية المستخدمة في تركمانستان، وشمال إيران، وشمال أفغانستان.
المجموعة الشمالية الغربية أو الكبشاكية تتضمن اللغة الكازاخية المستخدمة في كازاخستان، وبعض جمهوريات آسيا الوسطى، وغرب الصين، ومنغوليا؛ اللغة القيرغيزية المستخدمة في قيرغيزستان، وبعض جمهوريات آسيا الوسطى، وغرب الصين؛ اللغة التترية؛ اللغة الباشكيرية المستخدمة في باشكورتوستان والمناطق المجاورة في روسيا؛ لغة قراشاي بلقار واللغة القوميكية المستخدمتين في القوقاز الروسية؛ ولغة كارايم التي يتحدثها البعض في ليتوانيا وأجزاء من جنوب غرب أوكرانيا.
المجموعة الشمالية الشرقية أو الألطية تشمل اللغات واللهجات المستخدمة في سايبيريا شمال شرق نهر إرتيش وفي الأجزاء المجاورة من منغوليا التي تتضمن ذلك الألطية، والخقاسية، والشورية، والتوفانية؛ ولغة ساخا المستخدمة في جمهورية ساخا (ياقوتيا) الروسية والمناطق المجاورة. تعد اللغة التشوفاشية مميزة من بين كل اللغات الأخرى، وتستخدم في جمهورية تشوفاشيا الروسية والمناطق المجاورة.
أقدم آثار النصوص التركية هي مجموعة من النقوش الجنائزية في شمال منغوليا تعود للقرن الثامن الميلادي، مكتوبة بواسطة نظام كتابة مميز يسمى المخطوطات الرونية، أو الأبجدية الرونية التركية. بعد أن أسلمت غالبية الأتراك في المنطقة الجنوبية الغربية من نهر إرتيش بحلول العام 900، بدأت اللغات التركية باستخدام الأبجدية العربية، اليوم تستخدم الأبجدية اللاتينية والسيريلية (السلافية) على نطاق واسع في اللغات التركية.

### العصر الحديث

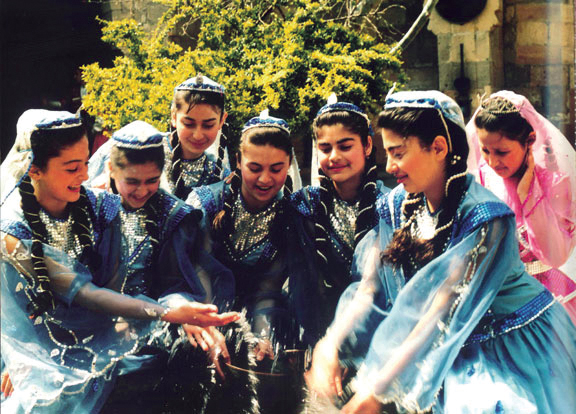
فتيات من أذربيجان بزي التقليدي.
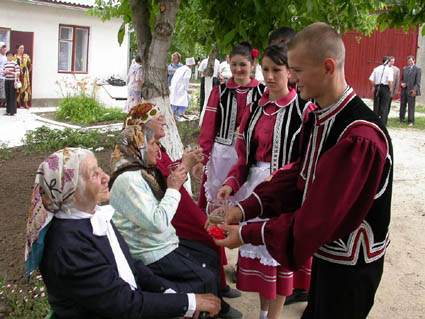
صغار وكبار السن من الكاكوز.
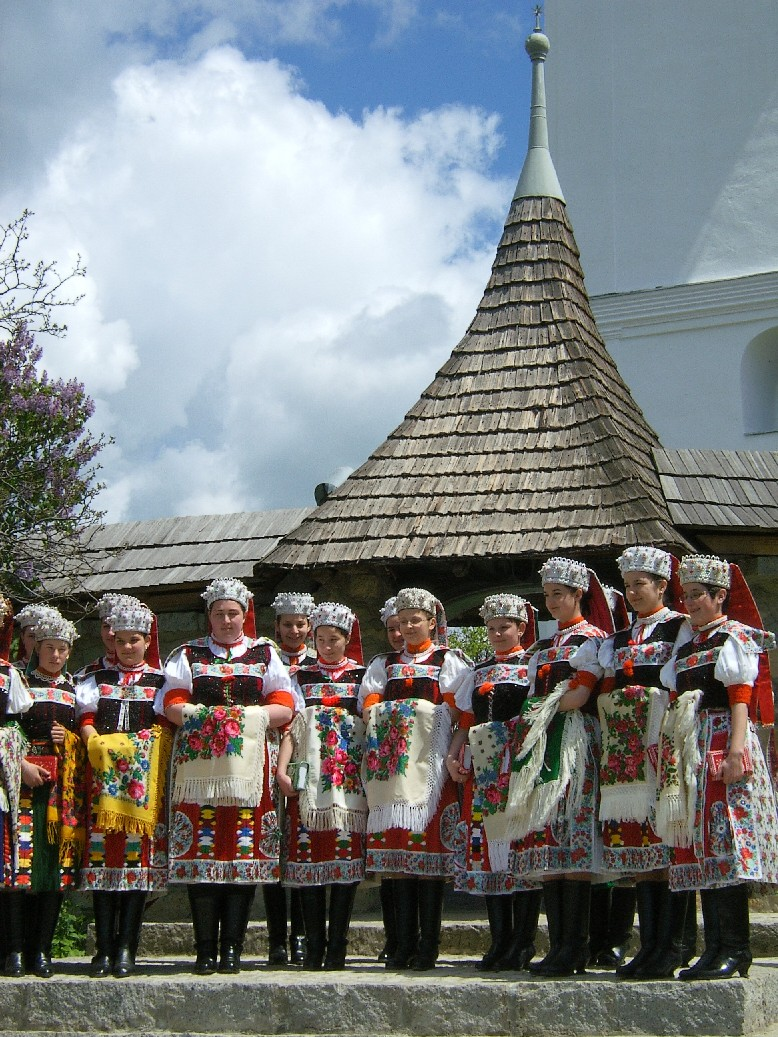
الزي الشعبي المجري في ترانسيلفانيا
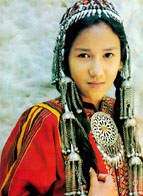
فتاة تركمانية بالثوب الوطني.
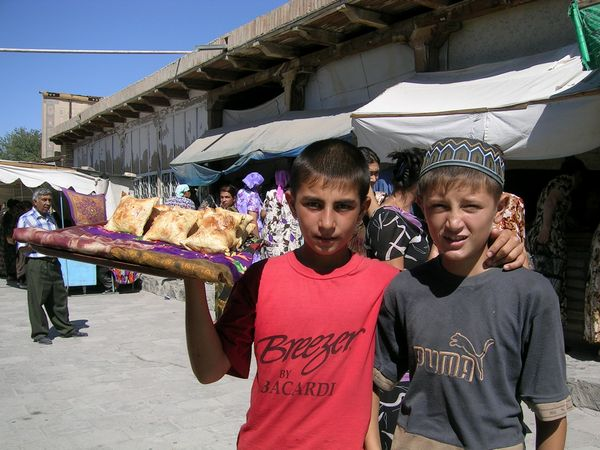
اطفال أوزبك في سمرقند.
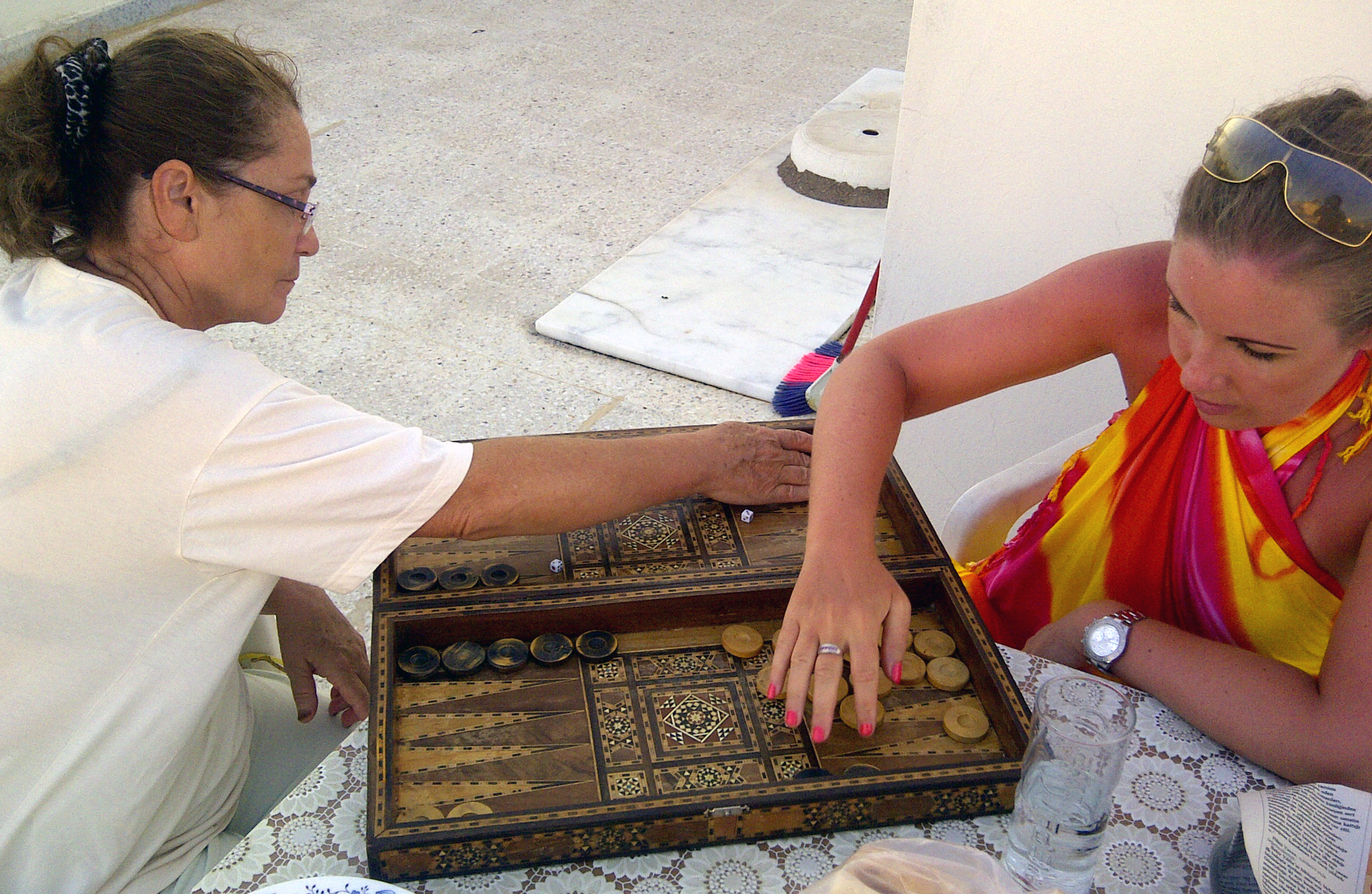
نساء اتراك يلعبون الطاولة الزهر.
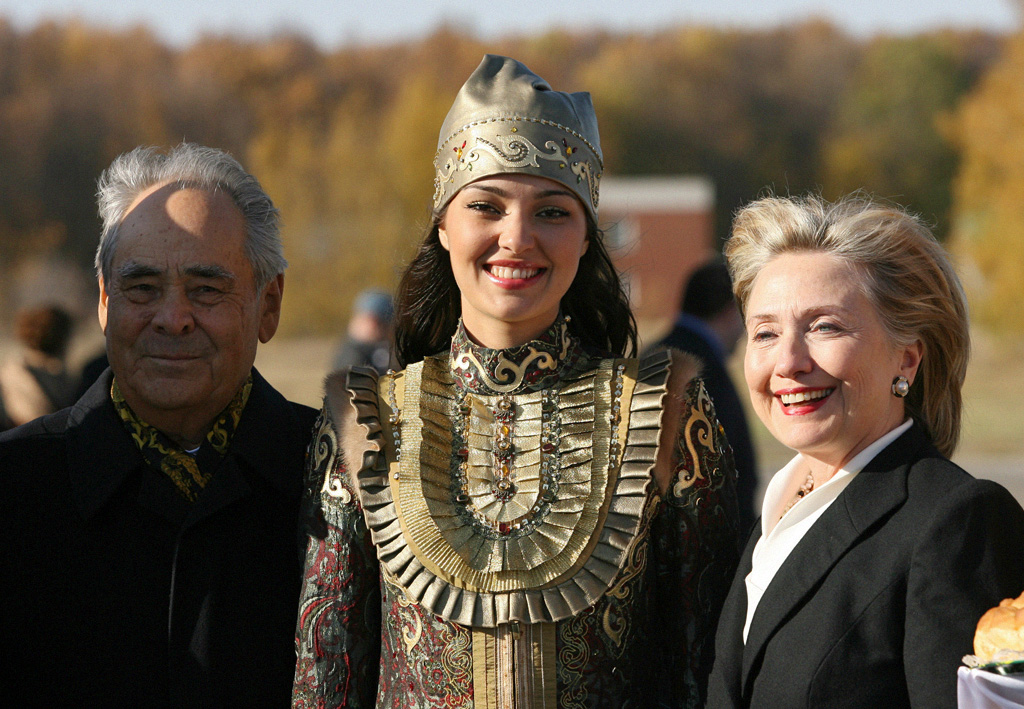
وزيرة الخارجية هيلاري كلينتون تزور تتارستان
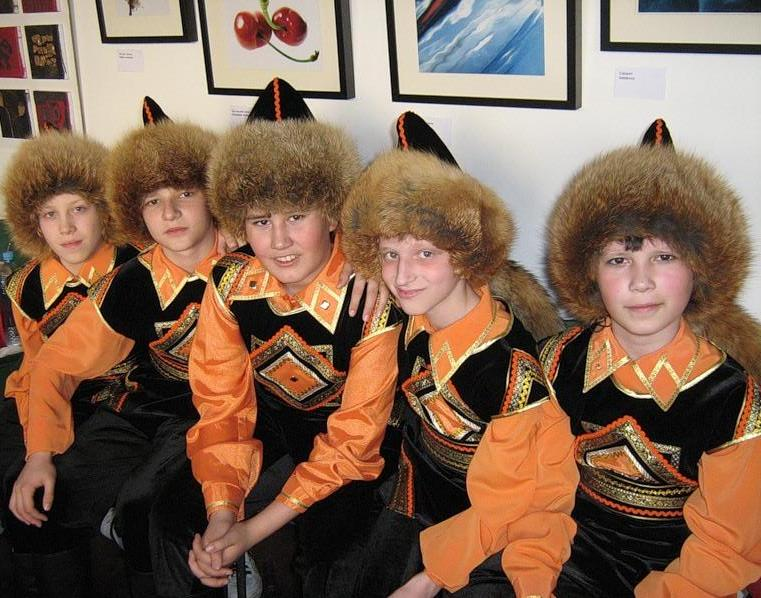
بنين الباشكيرية في الزي الوطني..
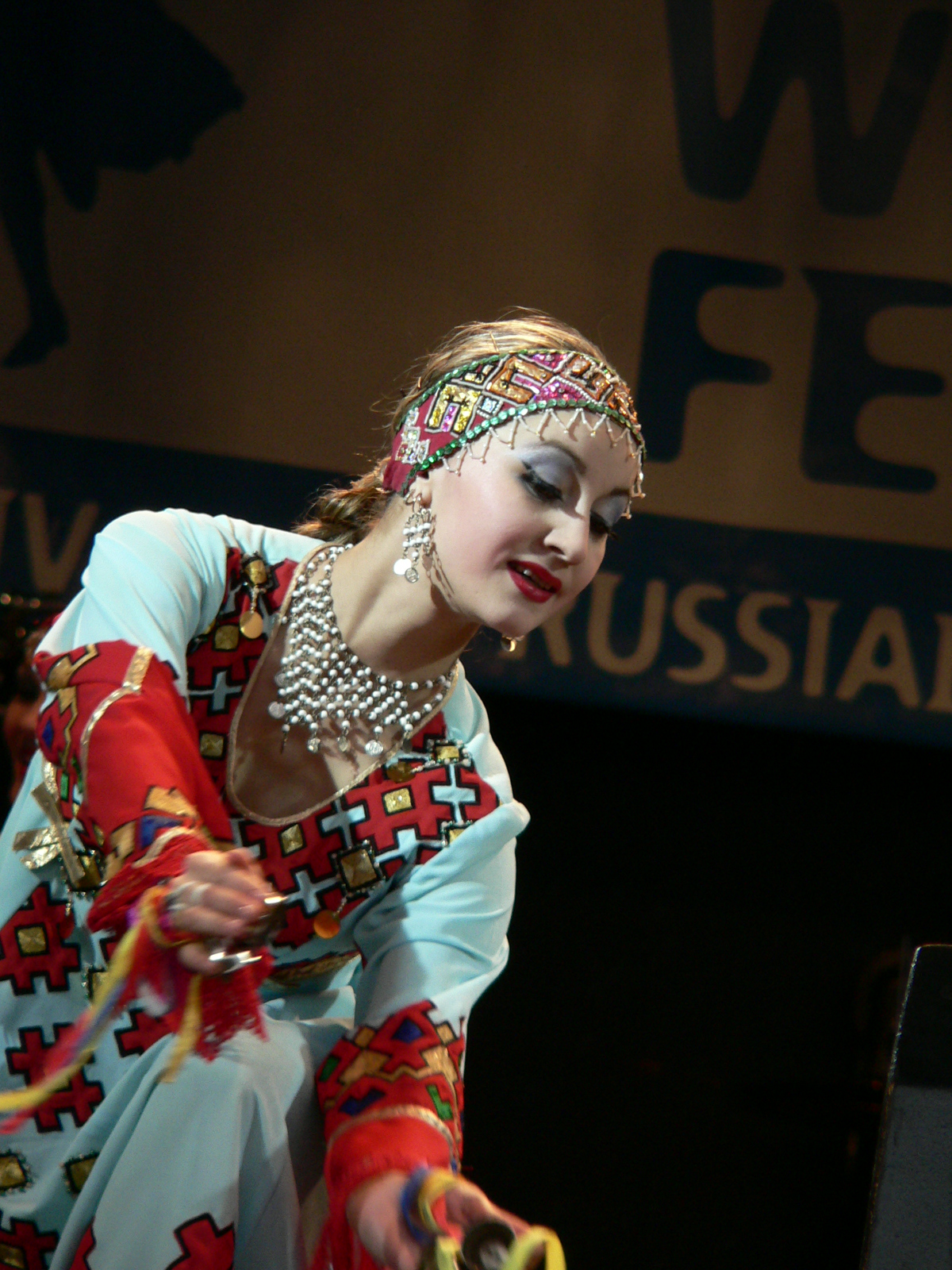
راقصة تشوفاش باللباس التقليدي.
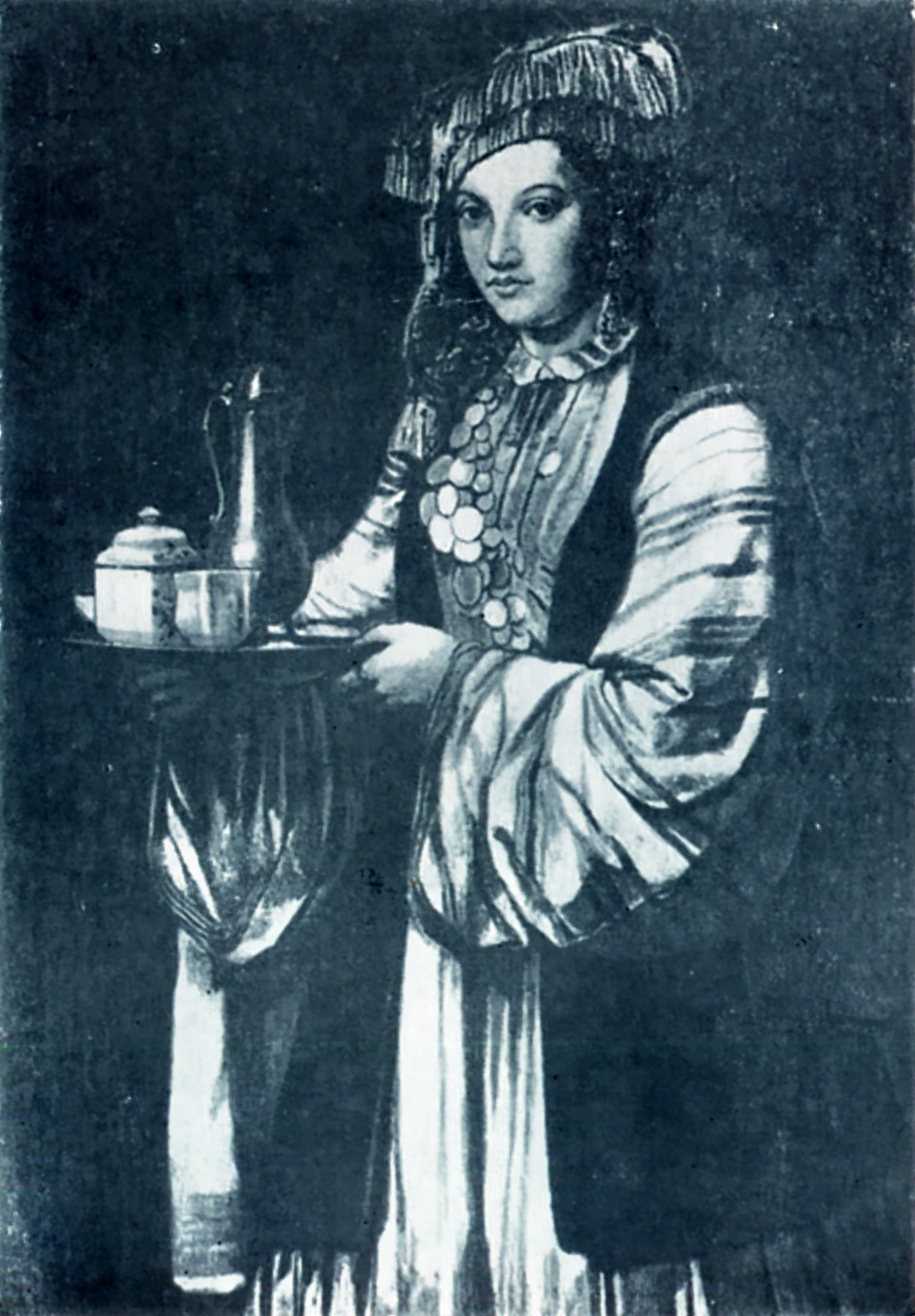
امرأة من التتار في القرن 18.
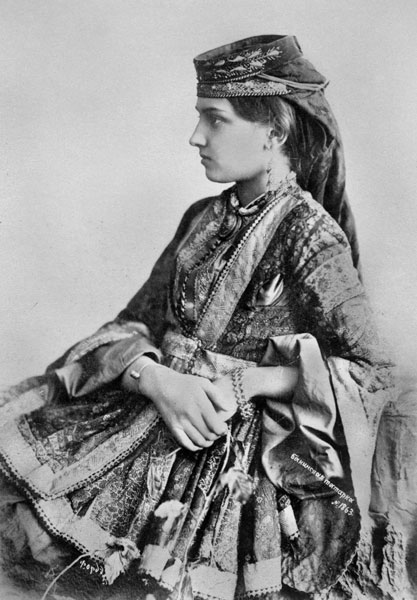
انثى أذربيجانية من باكو.
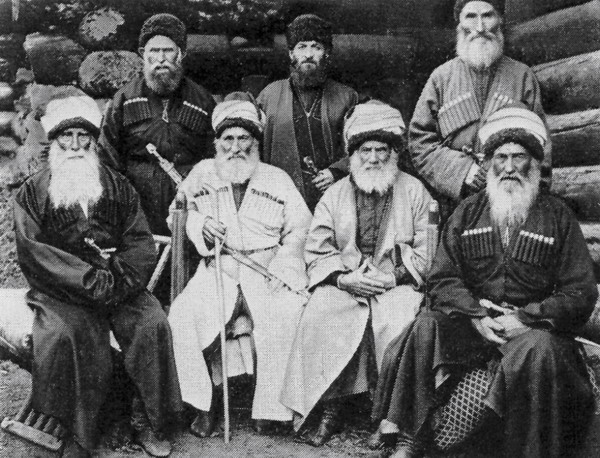
القراشاي في القرن 19
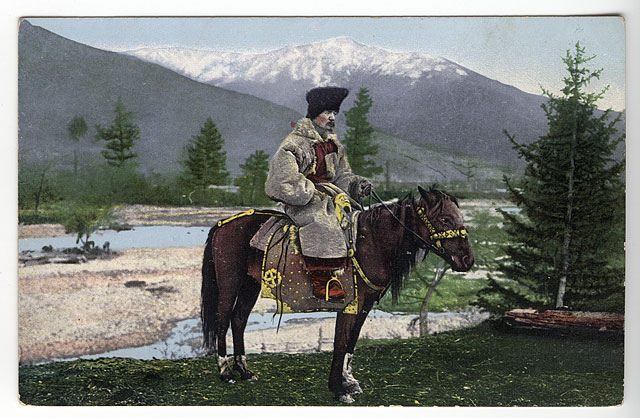
رجل ألتاي في دعوى الوطنية على الحصان
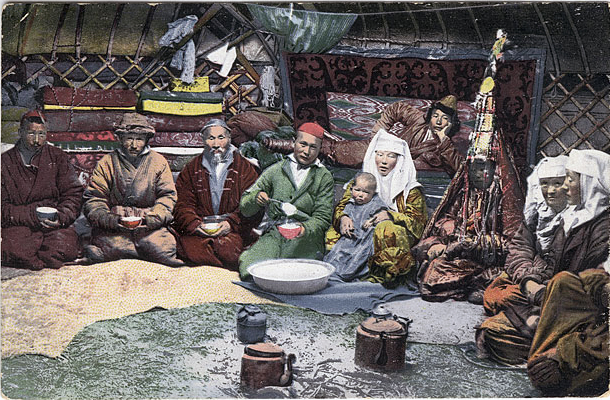
عائلة الكازاخستانية داخل الخيمة
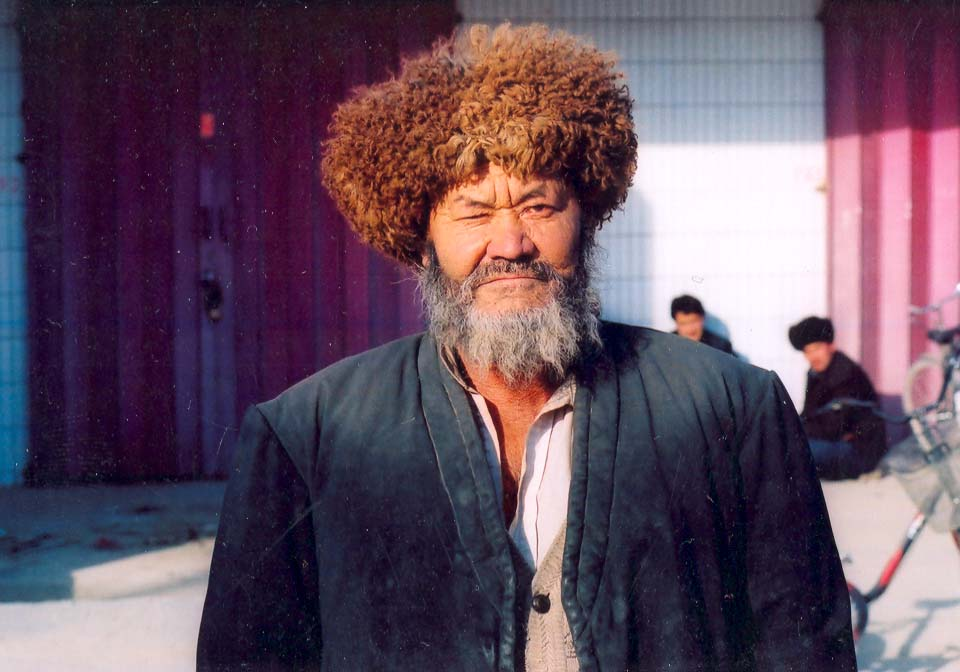
صياد أويغوري من كاشغر في الصين
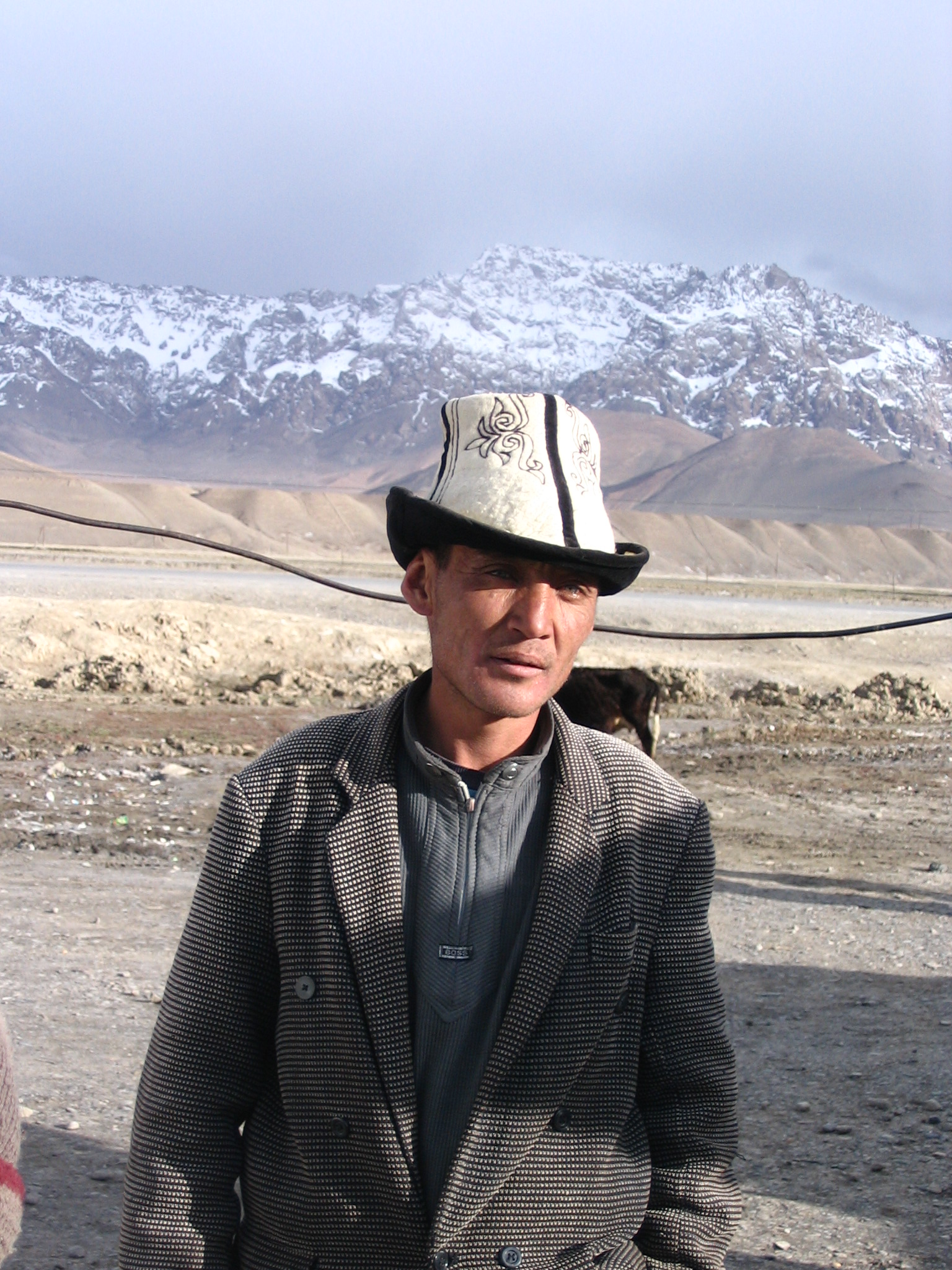
شاب من القيرغيز